# Ctenochares fulgens
Ctenochares fulgens är en stekelart som först beskrevs av Tosquinet 1896.  Ctenochares fulgens ingår i släktet Ctenochares och familjen brokparasitsteklar. Inga underarter finns listade i Catalogue of Life.